# 葡萄牙铁路1930型柴油机车
1930型柴油机车是葡萄牙铁路（CP）的柴油机车车型之一，由法国阿尔斯通公司设计并提供部分零部件，授权葡萄牙金属加工联合公司（Sorefame）在本地制造和组装，于1981年共生产了17台。
1930型机车与1900型机车为同一系列的柴油机车，其中1900型机车用于货运，最大速度为100公里/小时；1930型机车用于客运，最大速度为120公里/小时，两者在阿尔斯通公司内设计代号均为AD30C，是在法国国铁CC 72000型柴油机车基础上，根据葡萄牙铁路的使用需要改进设计而成，适用于轨距为1668毫米的宽轨铁路。机车装用一台由阿尔萨斯机械制造公司（SACM）设计制造的AGO V12 DSHR型高速柴油机，属于AGO大缸径柴油机系列。该型柴油机为12气缸、四冲程、废气涡轮增压的直喷式V型高速柴油机。气缸直径为240毫米，活塞行程为220毫米，标定转速为每分钟1350转，UIC标定功率为3300马力（2500千瓦），装车功率为3000马力（2200千瓦）。

## 外部連結
- （英文）CP Diesel Locomotives: 1930 Class (1931-1947)